# 大井川八郎
大井川 八郎（おおいがわ はちろう、1888年（明治21年）11月12日 - 1961年（昭和36年）10月11日）は、大日本帝国陸軍軍人。最終階級は陸軍少将。

## 経歴・人物
福島県出身。1911年（明治44年）陸軍士官学校第23期卒業、陸軍歩兵少尉に任官。
1938年（昭和13年）2月に歩兵第25連隊留守隊長、翌月に陸軍歩兵大佐を経て、1939年（昭和14年）3月に歩兵第219連隊長（北支那方面軍、第35師団）に任官。連隊長として支那事変に出征。黄河北岸の新郷などに駐屯し、治安維持にあたった。
その後、1940年（昭和15年）12月に鳥取連隊区司令官、大東亜戦争に入ると1943年（昭和18年）8月に東部軍司令部附を経て、1944年（昭和19年）6月に歩兵第83旅団長（第1軍、第114師団）に任官。第69師団に代わり臨汾に駐屯した。さらに同年8月に陸軍少将に昇進し、翌年の1945年（昭和20年）3月に北支那方面軍司令部附を経て、同年4月に第14独立警備隊司令官となり、終戦を迎えた。
1948年（昭和23年）1月31日、公職追放仮指定を受けた。